# Laniarius atrococcineus
Laniarius atrococcineus е вид птица от семейство Malaconotidae.

## Разпространение
Видът е разпространен в Ангола, Ботсвана, Замбия, Зимбабве, Намибия и Южна Африка.